# Les Martres-d'Artière
Pour les articles homonymes, voir Les Martres et Artière (homonymie).
Les Martres-d'Artière sont une commune française située dans le département du Puy-de-Dôme, en région Auvergne-Rhône-Alpes. Elle fait partie de l'aire d'attraction de Clermont-Ferrand.

## Géographie

### Localisation
Les Martres-d'Artière sont une commune située à 14,9 km à l'est-nord-est de Clermont-Ferrand et à 3,8 km au nord de Pont-du-Château, sur la plaine de la Limagne.
Aigueperse, le bureau centralisateur du canton dont dépend la commune depuis fin mars 2015, est à 21,6 km au nord.
Cinq communes sont limitrophes :
Les communes limitrophes sont Beauregard-l'Évêque, Chavaroux, Joze, Lussat et Pont-du-Château.
|        | Chavaroux         | Joze                |
| Lussat | Martres-d'Artière |                     |
|        | Pont-du-Château   | Beauregard-l'Évêque |

### Hydrographie
La rivière Allier coule en direction de Vichy, à l'est de la commune. Un de ses affluents, l'Artière, traverse la commune et prend sa source dans les environs de la commune de Saint-Genès-Champanelle.

### Climat
Pour des articles plus généraux, voir Climat d'Auvergne-Rhône-Alpes et Climat du Puy-de-Dôme.
En 2010, le climat de la commune est de type climat du Bassin du Sud-Ouest, selon une étude du Centre national de la recherche scientifique s'appuyant sur une série de données couvrant la période 1971-2000. En 2020, Météo-France publie une typologie des climats de la France métropolitaine dans laquelle la commune est exposée à un climat de montagne ou de marges de montagne et est dans la région climatique  Nord-est du Massif Central, caractérisée par une pluviométrie annuelle de 800 à 1 200 mm, bien répartie dans l’année. 
Pour la période 1971-2000, la température annuelle moyenne est de 11,4 °C, avec une amplitude thermique annuelle de 16,6 °C. Le cumul annuel moyen de précipitations est de 661 mm, avec 8,1 jours de précipitations en janvier et 6,9 jours en juillet. Pour la période 1991-2020, la température moyenne annuelle observée sur la station météorologique de Météo-France la plus proche, « Clermont-Ferrand », sur la commune de Clermont-Ferrand à 15 km à vol d'oiseau, est de 12,1 °C et le cumul annuel moyen de précipitations est de 563,4 mm,. Pour l'avenir, les paramètres climatiques de la commune estimés pour 2050 selon différents scénarios d'émission de gaz à effet de serre sont consultables sur un site dédié publié par Météo-France en novembre 2022.

## Urbanisme

### Typologie
Au 1er janvier 2024, Les Martres-d'Artière sont catégorisées bourg rural, selon la nouvelle grille communale de densité à sept niveaux définie par l'Insee en 2022.
Elle est située hors unité urbaine. Par ailleurs la commune fait partie de l'aire d'attraction de Clermont-Ferrand, dont elle est une commune de la couronne,. Cette aire, qui regroupe 209 communes, est catégorisée dans les aires de 200 000 à moins de 700 000 habitants,.

### Occupation des sols
L'occupation des sols de la commune, telle qu'elle ressort de la base de données européenne d’occupation biophysique des sols Corine Land Cover (CLC), est marquée par l'importance des territoires agricoles (73,3 % en 2018), en diminution par rapport à 1990 (80,1 %). La répartition détaillée en 2018 est la suivante : terres arables (56,5 %), zones agricoles hétérogènes (14 %), eaux continentales (10,2 %), zones urbanisées (8,8 %), mines, décharges et chantiers (5,2 %), prairies (2,7 %), zones industrielles ou commerciales et réseaux de communication (1,6 %), milieux à végétation arbustive et/ou herbacée (0,8 %), forêts (0,1 %). L'évolution de l’occupation des sols de la commune et de ses infrastructures peut être observée sur les différentes représentations cartographiques du territoire : la carte de Cassini (XVIIIe siècle), la carte d'état-major (1820-1866) et les cartes ou photos aériennes de l'IGN pour la période actuelle (1950 à aujourd'hui).

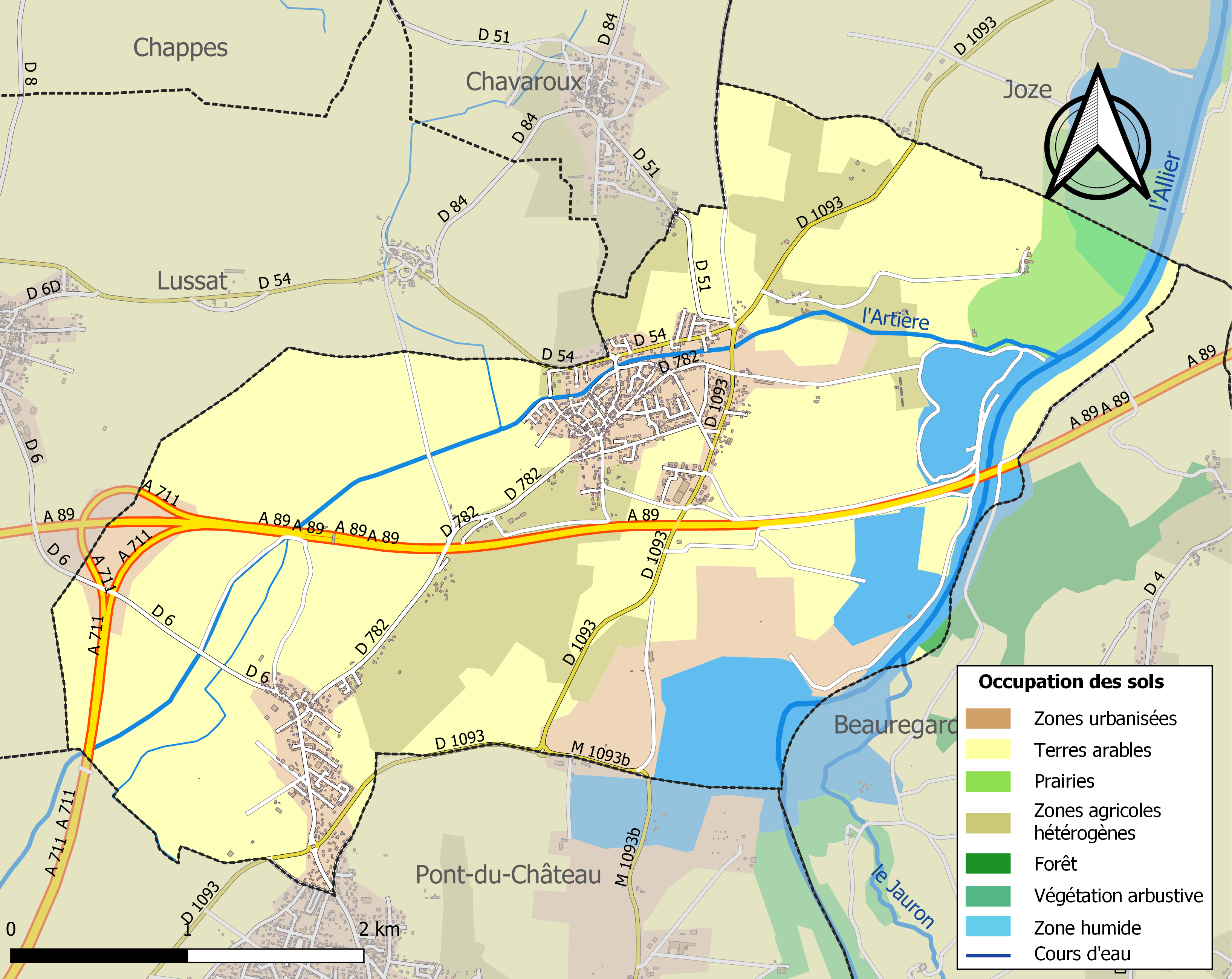
Carte des infrastructures et de l'occupation des sols de la commune en 2018 (CLC).

### Voies de communication et transports

#### Voies routières

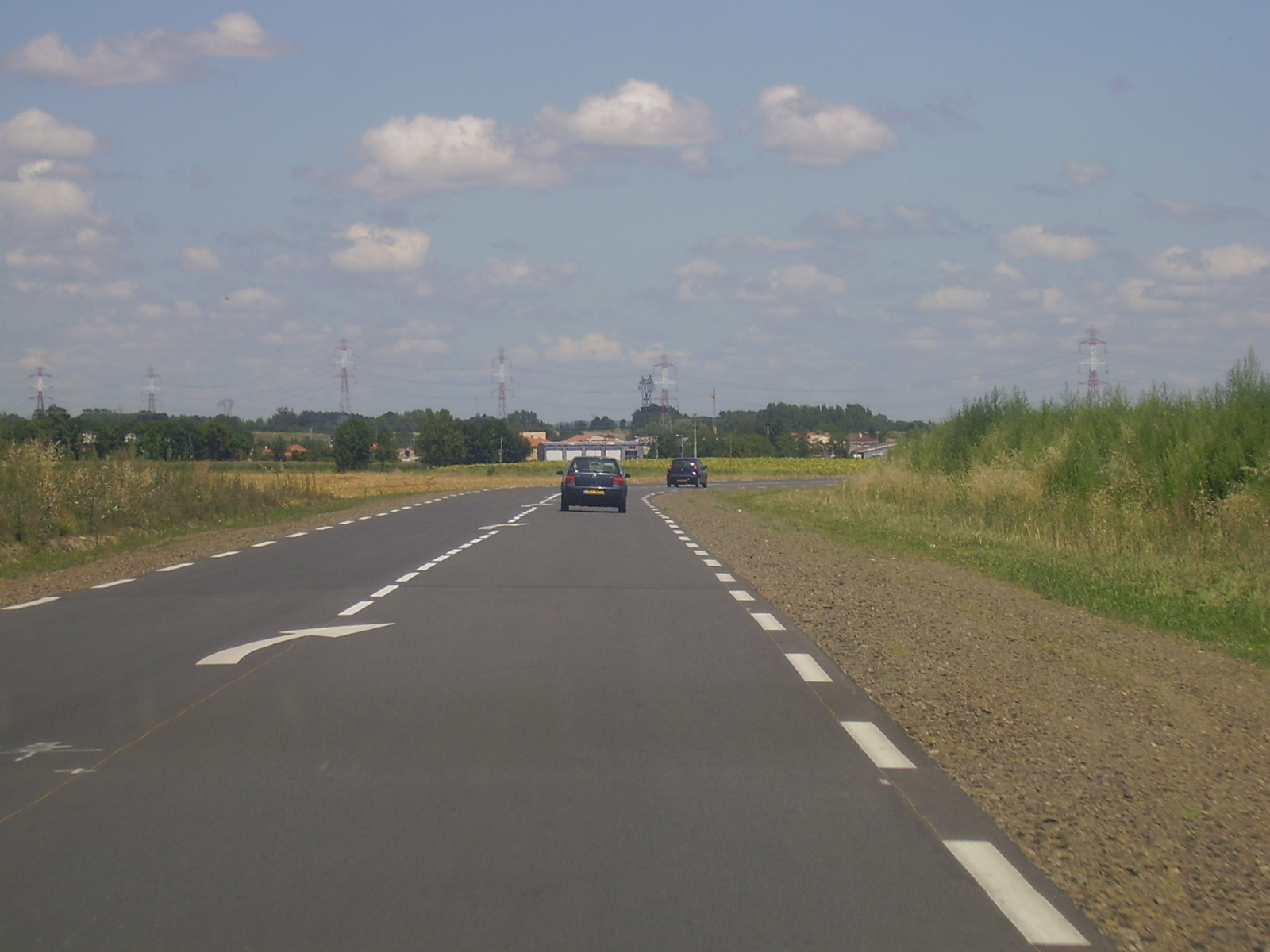
La RD 1093 depuis Pont-du-Château en direction de Vichy en juillet 2009.

L'autoroute A89 de Bordeaux à Lyon passe au sud de la commune, cette autoroute gérée par les Autoroutes du Sud de la France contient la barrière de péage ainsi que la bifurcation avec l'autoroute A711.
La commune est accessible et traversée par la route départementale 1093 (historiquement la route nationale 493 de Varennes-sur-Allier à Pont-du-Château) depuis le nord-est (Vichy, Maringues, Joze). À la limite avec Pont-du-Château, y passe depuis 2009 la D 1093B.
La route départementale 51 se dirige vers le nord (Chappes 6 km, Chavaroux 2 km). Son accès est cependant interdit aux poids lourds de plus de 12 tonnes.
La route départementale 54 relie Clermont-Ferrand aux Martres d'Artière par Lussat (4 km) et Lignat (2 km) et traverse le nord de cette commune.
La route départementale 782 traverse le centre-ville. La RD 6 dessert le village de Cormède.

#### Aménagements cyclables
Le département du Puy-de-Dôme a réalisé un aménagement cyclable sur la D 1093 de part et d'autre des Martres d'Artière (Joze en 2009, puis sur le tracé dévié des carrières en 2014[réf. souhaitée]).

#### Transport en commun
Les Martres-d'Artière sont desservies par le transport à la demande du réseau RLV Mobilités permettant aux usagers de rejoindre Chappes, Ennezat, Riom, Saint-Beauzire ou tout autre point d'arrêt de la zone TAD 2 couvrant les communes de l'est de la communauté d'agglomération.

### Risques naturels et technologiques
La commune est soumise à plusieurs risques :
- le risque d'inondation, du fait de la proximité de la rivière Allier ; un plan des surfaces submersibles concernant la rivière a été approuvé le 17 octobre 1969[18] et un plan de prévention de ce risque a été prescrit le 15 novembre 2010 et approuvé le 4 novembre 2013[19] ;
- le risque mouvements de terrain, par tassements différentiels ;
- le risque sismique : la commune est dans la zone de sismicité modérée (niveau 3)[19],[18] ;
- le risque transports de matières dangereuses : l'autoroute A89 peut être empruntée par de tels véhicules[18].

Plusieurs arrêtés de reconnaissance de l'état de catastrophe naturelle ont été recensés sur la commune : tempête de 1982 (arrêté du 18 novembre, JO du 19), inondations et coulées de boue survenues en 1990, 1992, 1994 et 1999, mouvements de terrain (consécutifs à la sécheresse et/ou à la réhydratation des sols) survenus entre 1988 et 1999.

## Toponymie
Les habitants de la commune sont appelés les Martrois et les Martroises.
Sous l'an II cette commune se dénommait « Les Martres d'Artieres » pour devenir selon le Bulletin des lois de 1801 « Martres-d'Arties » puis « Martres-d'Artières ». Sa dénomination actuelle date de 1961.

## Politique et administration

### Découpage territorial
Les Martres-d'Artière étaient auparavant membre du district de Clermont-Ferrand (1793) qui deviendra l'arrondissement de Clermont-Ferrand. Elle est alors membre du canton de Pont-sur-Allier (actuellement le canton de Pont-du-Château). À la suite du redécoupage cantonal de 2014, la commune est rattachée au canton d'Aigueperse depuis les élections départementales de 2015.
Les limites territoriales des cinq arrondissements du Puy-de-Dôme ont été modifiées afin que chaque nouvel établissement public de coopération intercommunale à fiscalité propre soit rattaché à un seul arrondissement au 1er janvier 2017. Toutes les communes de la communauté de communes (puis d'agglomération) Riom Limagne et Volcans sont désormais rattachées à l'arrondissement de Riom. Ainsi, la commune des Martres-d'Artière est passée le 1er janvier 2017 de l'arrondissement de Clermont-Ferrand à celui de Riom.
La commune des Martres-d'Artière fait partie :
- de la communauté de communes de Limagne d'Ennezat jusqu'en 2016 ;
- de la communauté de communes Riom Limagne et Volcans depuis 2017 devenue communauté d'agglomération en 2018.

### Liste des maires
| Période                                  | Période                   | Identité                      | Étiquette      | Qualité                                                                           |
| ---------------------------------------- | ------------------------- | ----------------------------- | -------------- | --------------------------------------------------------------------------------- |
| Les données manquantes sont à compléter. |                           |                               |                |                                                                                   |
| 1800                                     | 1809                      | Claude Perret                 |                |                                                                                   |
| 1809                                     | 1817                      | Aventin Fervel                |                |                                                                                   |
| 1817                                     | 1826                      | Claude Perret                 |                |                                                                                   |
| 1826                                     | 1837                      | Hippolyte d'Espinchal (comte) |                |                                                                                   |
| 1837                                     | 1848                      | Aventin Parrot                |                |                                                                                   |
| 1848                                     | 1851                      | François Laurent-Chalard      |                |                                                                                   |
| 1851                                     | 1852                      | ?                             |                |                                                                                   |
| 1852                                     | 1866                      | Claude Fervel                 |                |                                                                                   |
| 1866                                     | 1871                      | Aventin Parrot                |                |                                                                                   |
| 1871                                     | 1877                      | Antoine Corre                 |                |                                                                                   |
| 1877                                     | 1879                      | Barthélemy Chalard            |                |                                                                                   |
| 1879                                     | 1880                      | Aventin Parrot                |                |                                                                                   |
| 1880                                     | 1882                      | Barthélemy Chalard-Parrot     |                |                                                                                   |
| 1882                                     | 1884                      | Claude-Philippe Laurent-Sarre |                |                                                                                   |
| 1884                                     | 1892                      | Henri Fervel                  |                |                                                                                   |
| 1892                                     | 1896                      | Claude-Philippe Laurent-Sarre |                |                                                                                   |
| 1896                                     | 1900                      | Jean-Lucien Borrot            |                |                                                                                   |
| Les données manquantes sont à compléter. |                           |                               |                |                                                                                   |
| 1942                                     | 1977                      | Fernand Tourdias,             |                |                                                                                   |
| Les données manquantes sont à compléter. |                           |                               |                |                                                                                   |
| mars 1983                                | juin 1995                 | Lucette Mermoz                | UDF-PR puis DL | Retraitée de la CRAM du Puy-de-Dôme Officier de l'Ordre national du Mérite (2008) |
| juin 1995                                | mars 2014                 | Gabriel Bapeyrat              |                | Retraité de Michelin, ancien adjoint au maire                                     |
| mars 2014                                | En cours (au 4 juin 2020) | Vincent Raymond               | DVD            | Cadre du secteur privé Réélu en mai 2020                                          |

### Politique environnementale
La collecte des déchets ménagers est assurée par le syndicat du Bois de l'Aumône. La déchèterie est située à Ennezat.

### Finances locales
Pour l'année 2012, le budget s'élevait à :
| |                                         | Montant     | Par habitant       |
| --- | --------------------------------------- | ----------- | ------------------ |
| Fonctionnement | Produits de fonctionnement              | 1 271 809 € | 633 € par habitant |
| Fonctionnement | Charges de fonctionnement               | 760 759 €   | 379 € par habitant |
| Investissement | Ressources d'investissement budgétaires | 629 778 €   | 314 € par habitant |
| Investissement | Emplois d'investissement budgétaires    | 903 516 €   | 450 € par habitant |
| Encours de la dette | au 31 décembre                          | 318 566 €   | 159 € par habitant |
| Montant par habitant pour la strate démographique : communes de 2 000 à 3 499 habitants (population avec doubles comptes de 2 008 habitants). |                                         |             |                    |

## Population et société

### Démographie
L'évolution du nombre d'habitants est connue à travers les recensements de la population effectués dans la commune depuis 1793. Pour les communes de moins de 10 000 habitants, une enquête de recensement portant sur toute la population est réalisée tous les cinq ans, les populations de référence des années intermédiaires étant quant à elles estimées par interpolation ou extrapolation. Pour la commune, le premier recensement exhaustif entrant dans le cadre du nouveau dispositif a été réalisé en 2008.

En 2022, la commune comptait 2 237 habitants, en évolution de +2,71 % par rapport à 2016 (Puy-de-Dôme : +2,1 %, France hors Mayotte : +2,11 %).
| 1793 | 1800 | 1806 | 1821 | 1831 | 1836 | 1841 | 1846  | 1851  |
| ---- | ---- | ---- | ---- | ---- | ---- | ---- | ----- | ----- |
| 649  | 699  | 752  | 810  | 895  | 942  | 988  | 1 011 | 1 010 |

| 1856  | 1861 | 1866  | 1872 | 1876 | 1881 | 1886 | 1891 | 1896 |
| ----- | ---- | ----- | ---- | ---- | ---- | ---- | ---- | ---- |
| 1 078 | 983  | 1 024 | 970  | 966  | 851  | 839  | 853  | 875  |

| 1901 | 1906 | 1911 | 1921 | 1926 | 1931 | 1936 | 1946 | 1954 |
| ---- | ---- | ---- | ---- | ---- | ---- | ---- | ---- | ---- |
| 805  | 796  | 720  | 591  | 552  | 523  | 533  | 509  | 590  |

| 1962 | 1968 | 1975 | 1982  | 1990  | 1999  | 2006  | 2008  | 2013  |
| ---- | ---- | ---- | ----- | ----- | ----- | ----- | ----- | ----- |
| 713  | 688  | 806  | 1 100 | 1 206 | 1 315 | 1 758 | 1 888 | 2 119 |

| 2018  | 2022  | - | - | - | - | - | - | - |
| ----- | ----- | - | - | - | - | - | - | - |
| 2 135 | 2 237 | - | - | - | - | - | - | - |

### Enseignement
Les Martres-d'Artière dépendent de l'académie de Clermont-Ferrand.
Les élèves commencent leur scolarité à l'école maternelle publique Henri-Pourrat puis à l'école élémentaire publique.
Ils la poursuivent dans l'un des deux collèges de Pont-du-Château, puis dans les lycées de Clermont-Ferrand (Blaise-Pascal ou Jeanne-d'Arc pour les filières générales, Lafayette ou Roger-Claustres en 1re et Terminale STI2D ou Sidoine-Apollinaire en 1re et Terminale STMG).

### Sports
Tennis, football…
Le Tour de France Femmes 2023 est passé le 23 juillet 2023 aux Martres-d'Artière (1re étape entre Clermont-Ferrand et Clermont-Ferrand).

## Économie
Exploitation de carrières de granulat et fabrication de béton. Elle est située dans la zone de carrière au sud de la commune (la D 1093 ayant dû être déviée). Vicat, Sablières du Centre sont installés dans cette zone.
En projet : implantation d'une centrale photovoltaïque à la suite de la décision du conseil municipal en date du 11 mars 2010.

## Culture locale et patrimoine

### Lieux et monuments
- Taverne de l'ours
- Église
- Fontaines (2 aux Martres, 1 à Cormède)
- Plan d'eau des Martailles

### Personnalités liées à la commune
- Antoine dit Antoine Jouvet, avocat et homme politique né le 19 juin 1796 aux Martres-d'Artière (Puy-de-Dôme) et mort le 29 décembre 1868 à Busséol (Puy-de-Dôme).

### Héraldique
| Blason de Martres-d'Artière (Les) | Blason  | D'argent à deux monts de sinople d'entre lesquels jaillit un double jet d'azur, accompagné en chef d'une cane de gueules accostée à dextre d'un trèfle de sable et à senestre d'une croisette du même. |
| Blason de Martres-d'Artière (Les) | Détails | Le statut officiel du blason reste à déterminer. |